# Chrisman
Chrisman is een plaats (city) in de Amerikaanse staat Illinois, en valt bestuurlijk gezien onder Edgar County.

## Demografie
Bij de volkstelling in 2000 werd het aantal inwoners vastgesteld op 1318.
In 2006 is het aantal inwoners door het United States Census Bureau geschat op 1260, een daling van 58 (-4,4%).

## Geografie
Volgens het United States Census Bureau beslaat de plaats een oppervlakte van
1,9 km², geheel bestaande uit land. Chrisman ligt op ongeveer 194 m boven zeeniveau.

## Plaatsen in de nabije omgeving
De onderstaande figuur toont nabijgelegen plaatsen in een straal van 20 km rond Chrisman.